# 옵트론텍
옵트론텍(영어: Optrontec Co. Ltd.)은 대한민국의 광학 기업이다.

## 같이 보기
- 웰랑

## 참고 문헌
1. ↑  “옵트론텍, 가외 투자 전략 바꾸나”. 《딜사이트》. 2024년 7월 3일. 2025년 4월 23일에 확인함.
2. ↑  “풋옵션 쏟아졌던 옵트론텍, CB 발행 성공 배경은”. 《딜사이트》. 2024년 6월 26일. 2025년 4월 23일에 확인함.
3. ↑  “옵트론텍, 투자자산 정리 속도 "광학 부품 사업만으로 기업가치 재평가"”. 《머니투데이》. 2024년 1월 22일. 2025년 4월 23일에 확인함.
4. ↑  “한국IR협의회 기술분석보고서-, 옵트론텍” (PDF). 《한국IR협의회》. 2024년 2월 16일. 2025년 4월 23일에 확인함.
5. ↑  “기업브리프 옵트론텍” (PDF). 《키움증권》. 2024년 3월 21일. 2025년 4월 23일에 확인함.
6. ↑  “기업분석 옵트론텍” (PDF). 《대신증권》. 2024년 11월 15일. 2025년 4월 23일에 확인함.